# Quattro Canti (Catania)
I Quattro Canti sono costituiti dall'incrocio della via Etnea con la via Antonino di Sangiuliano a Catania.
I quattro palazzi, costruiti nello stesso stile architettonico, hanno gli angoli smussati creando così uno spiazzo a forma ottagonale. Essi furono edificati a distanza di anni, in particolare:  
1. a sud-est Palazzo Geraci-Guerrera[1];
2. a nord-est Palazzo Carcaci della famiglia Paternò Castello, ramo dei duchi di Carcaci e baroni di Placabaiana;
3. a nord-ovest Palazzo San Demetrio, inizialmente della famiglia Massa di San Gregorio, ed in seguito dei Platania di San Demetrio;
4. a sud-ovest il Convento di San Nicolella.

Fu proprio da un balcone dell'edificio di sud-est che nell'estate del 1862, che Giuseppe Garibaldi, dopo aver occupato la Sicilia durante la campagna per l'Unità d'Italia, pronunciò la famosa frase "O Roma o morte!".
Dal 1915 al 1935 l'area fu attraversata dai binari della tranvia Catania-Acireale.